# Diócesis de Marília
La diócesis de Marília (en latín: Dioecesis Marilien(sis) y en portugués: Diocese de Marília) es una circunscripción eclesiástica latina de la Iglesia católica en Brasil, sufragánea de la arquidiócesis de Botucatu. La diócesis tiene al obispo Luiz Antônio Cipolini como su ordinario desde el 8 de mayo de 2013. 

## Territorio y organización
La diócesis tiene 11 959 km² y extiende su jurisdicción sobre los fieles católicos de rito latino residentes en 37 municipios del estado de São Paulo: Marília, Adamantina, Álvaro de Carvalho, Arco-Íris, Bastos, Dracena, Flora Rica, Flórida Paulista, Garça, Herculândia, Iacri, Inúbia Paulista, Irapuru, Junqueirópolis, Lucélia, Mariápolis, Monte Castelo, Nova Guataporanga, Oriente, Osvaldo Cruz, Ouro Verde, Pacaembu, Panorama, Parapuã, Paulicéia, Pompeia, Pracinha, Queiroz, Quintana, Rinópolis, Sagres, Salmourão, Santa Mercedes, São João do Pau d'Alho, Tupã, Tupi Paulista y Vera Cruz.
La sede de la diócesis se encuentra en la ciudad de Marília en donde se halla la Catedral de San Benito Abad.
En 2019 en la diócesis existían 64 parroquias agrupadas en 3 regiones pastorales.

## Historia
La diócesis fue erigida el 16 de febrero de 1952 con la bula Ad Episcoporum munus del papa Pío XII, obteniendo el territorio de la diócesis de Lins. Originalmente era sufragánea de la arquidiócesis de San Pablo.
El 21 de abril de 1955, con la bula Sive de Iuris del papa Pío XII, se instituyó el cabildo catedralicio.
El 2 de febrero de 1956, por decreto Cum de limitibus de la Congregación Consistorial, se amplió el territorio de la diócesis a las islas del río Paraná entre los afluentes Aguapeí y río do Peixe, que pertenecía a la diócesis de Corumbá.
El 30 de diciembre de 1957, con la carta apostólica Recens conditas, el papa Pío XII proclamó a san Pedro patrono principal de la diócesis.
El 19 de abril de 1958 pasó a formar parte de la provincia eclesiástica de la arquidiócesis de Botucatu.
El 5 de junio de 1975, con la carta apostólica Nomini atque honori, el papa Pablo VI concedió el título de basílica menor a la catedral de San Benito Abad.

## Estadísticas
De acuerdo al Anuario Pontificio 2020 la diócesis tenía a fines de 2019 un total de 454 445 fieles bautizados.
| Año                                                                             | Población            | Población | Población      | Sacerdotes | Sacerdotes    | Sacerdotes    | Bautizados por sacerdote | Diáconos permanentes | Religiosos | Religiosos | Parroquias |
| Año                                                                             | Bautizados católicos | Total     | % de católicos | Total      | Clero secular | Clero regular | Bautizados por sacerdote | Diáconos permanentes | Varones    | Mujeres    | Parroquias |
| ------------------------------------------------------------------------------- | -------------------- | --------- | -------------- | ---------- | ------------- | ------------- | ------------------------ | -------------------- | ---------- | ---------- | ---------- |
| 1966                                                                            | 520 000              | 660 000   | 78.8           | 79         | 32            | 47            | 6582                     |                      | 52         | 160        | 48         |
| 1970                                                                            | 635 000              | 747 851   | 84.9           | 76         | 21            | 55            | 8355                     |                      | 84         | 202        | 50         |
| 1976                                                                            | 490 000              | 549 221   | 89.2           | 60         | 16            | 44            | 8166                     |                      | 69         | 252        | 50         |
| 1980                                                                            | 481 000              | 526 000   | 91.4           | 58         | 15            | 43            | 8293                     |                      | 61         | 228        | 53         |
| 1990                                                                            | 542 000              | 602 000   | 90.0           | 67         | 31            | 36            | 8089                     |                      | 77         | 232        | 53         |
| 1999                                                                            | 517 250              | 613 250   | 84.3           | 71         | 40            | 31            | 7285                     | 1                    | 61         |            | 57         |
| 2000                                                                            | 517 250              | 613 250   | 84.3           | 70         | 42            | 28            | 7389                     | 1                    | 49         | 142        | 57         |
| 2001                                                                            | 517 250              | 647 435   | 79.9           | 74         | 43            | 31            | 6989                     | 1                    | 51         | 136        | 57         |
| 2002                                                                            | 517 250              | 647 435   | 79.9           | 82         | 52            | 30            | 6307                     | 1                    | 46         | 116        | 57         |
| 2003                                                                            | 522 000              | 652 850   | 80.0           | 56         | 45            | 11            | 9321                     | 1                    | 33         | 158        | 57         |
| 2004                                                                            | 522 000              | 652 850   | 80.0           | 81         | 49            | 32            | 6444                     | 1                    | 60         | 137        | 57         |
| 2013                                                                            | 572 000              | 717 000   | 79.8           | 86         | 58            | 28            | 6651                     | 1                    | 66         | 134        | 60         |
| 2016                                                                            | 586 700              | 734 000   | 79.9           | 93         | 66            | 27            | 6308                     | 1                    | 65         | 119        | 62         |
| 2019                                                                            | 454 445              | 685 869   | 66.3           | 101        | 73            | 28            | 4499                     | 1                    | 65         | 109        | 64         |
| Fuente: Catholic-Hierarchy, que a su vez toma los datos del Anuario Pontificio. |                      |           |                |            |               |               |                          |                      |            |            |            |

## Episcopologio
- Sede vacante (1952-1954)

- Hugo Bressane de Araújo † (7 de octubre de 1954-23 de abril de 1975 retirado)
- Daniel Tomasella, O.F.M.Cap. † (23 de abril de 1975 por sucesión-9 de diciembre de 1992 renunció)
- Osvaldo Giuntini (9 de diciembre de 1992 por sucesión-8 de mayo de 2013 renunció)
- Luiz Antônio Cipolini, desde el 8 de mayo de 2013